# Yo-Hey
Yohei Fujita (藤田 洋平, Fujita Yohei) (né le 6 février 1988 à Yabu, Hyogo) est un catcheur (lutteur professionnel) japonais, qui travaille actuellement pour la Pro Wrestling Noah.

## Carrière de catcheur

### Pro Wrestling Noah (2016–...)
Le 18 février, lui et HAYATA perdent contre Hi69 et Taiji Ishimori et ne remportent pas les vacants GHC Junior Heavyweight Tag Team Championship. Trois jours après, lui, Tadasuke, Daisuke Harada et Hayata forment un nouveau groupe appelé Ratel.
Le 26 août, lui et HAYATA battent XX (Hi69 et Taiji Ishimori) et remportent les GHC Junior Heavyweight Tag Team Championship.
Le 29 mars 2020, lui et Hayata battent Stinger (Atsushi Kotoge et Kotarō Suzuki) et remportent les GHC Junior Heavyweight Tag Team Championship pour la deuxième fois. Le 19 avril, ils conservent leurs titres contre Sugiura-gun (Hajime Ohara et Seiki Yoshioka). Le 9 mai, durant une défense de titre contre Kotarō Suzuki et Yoshinari Ogawa, Hayata se retourne contre lui, rejoignant Suzuki et Ogawa pour reformer Stinger, il se fait ensuite sauver par Tadasuke. Le lendemain, lui et Tadasuke perdent contre Stinger (Hayata et Yoshinari Ogawa) et ne remportent pas les vacants GHC Junior Heavyweight Tag Team Championship.

#### Los Perros Del Mal De Japon (2021-2022)
Le 2 mai 2021, après que Seiki Yoshioka se soit retourné contre Full Trottle, il décide de quitter le clan pour rejoindre celui de Nosawa Rongai.
Lors de Muta The World, le groupe révèle prendre le nom de Los Perros del Mal de Japón après une victoire de Yo-Hey, Nosawa Rongai et Eita contre Stinger (Yoshinari Ogawa, Seiki Yoshioka et Yuya Susumu). Une bagarre commence ensuite entre les deux clans avec Kotarō Suzuki et Ikuto Hidaka venant les aider, surpassant en nombre et prenant le dessus sur Stinger.
Lors de Wrestle Kingdom 16 - Tag 3, lui et Nosawa Rongai perdent contre Suzuki-gun (El Desperado et Douki). Lors de New Sunrise 2022, lui et Kotarō Suzuki perdent contre Stinger (Hayata et Yoshinari Ogawa) et ne remportent pas les GHC Junior Heavyweight Tag Team Championship.
Le 11 février 2022, lors d'un match entre Los Perros del Mal de Japón et Stinger, il attaque accidentellement Nosawa Rongai, faisant gagner le match à Stinger. Ensuite, Los Perros del Mal de Japon se retourne contre lui et l'expulse du clan. Cela conduit Atsushi Kotoge à le sauver, il accepte ensuite de rejoindre l'alliance des Juniors de la Noah. Peu de temps après, dans une interview dans les coulisses, il demande ensuite à Kotoge de faire équipe avec lui pour se battre pour les vacants GHC Junior Heavyweight Tag Team Championship.
Lors de Gain Control 2022 In Nagoya, lui et Atsushi Kotoge battent Stinger (Hayata et Yuya Susumu) et remportent les vacants GHC Junior Heavyweight Tag Team Championship. Lors de Great Voyage In Fukuoka 2022, ils conservent leur titres contre Los Perros del Mal de Japón (Kotarō Suzuki et Nosawa Rongai).
Lors de Majestic 2022 - N Innovation, ils perdent leur titres contre Stinger (Yoshinari Ogawa et Chris Ridgeway),.
Le 8 juin, lui, Atsushi Kotoge et Daisuke Harada battent Stinger (Yoshinari Ogawa, Seiki Yoshioka et Yuya Susumu) et remportent les Open the Triangle Gate Championship de la Dragon Gate.
Le 23 décembre, lui et Kzy battent Atsushi Kotoge et Seiki Yoshioka et remportent les GHC Junior Heavyweight Tag Team Championship. Lors de NOAH The New Year, ils perdent les titres contre Yoshinari Ogawa et Eita.

#### (2023-...)
Le 17 mars, il sauve Tadasuke d'une attaque de KONGOH (Shūji Kondō, Hajime Ohara et Hi69), et lui tend sa main, que Tadasuke accepte. Plus tard dans la soirée, lui et Tadasuke ont été révélés comme les nouveaux membres du clan Good Looking Guys de Jake Lee.
Lors de Green Journey In Sendai 2023, lui et Tadasuke battent Yoshinari Ogawa et Eita et remportent les GHC Junior Heavyweight Tag Team Championship,. Lors de Star Navigation 2023, ils conservent leur titres contre Alpha Wolf et Dragon Bane. Lors de Sunny Voyage 2023, ils conservent leur titres contre Atsushi Kotoge et Seiki Yoshioka. Lors de Star Navigation 2023, ils perdent leur titres contre Stinger (Chris Ridgeway et Daga).
Le 3 mai 2025, il bat Eita et remporte le GHC Junior Heavyweight Championship[réf. nécessaire].

## Palmarès
- 666
  - 1 fois 666 Championship

- Dove Pro Wrestling
  - 1 fois Dove Pro Tag Team Championship avec Kenshin Chikano

- Dragon Gate
  - 1 fois Open the Triangle Gate Championship avec Atsushi Kotoge et Daisuke Harada

- Pro Wrestling NOAH
  - 1 fois GHC Junior Heavyweight Championship (actuel)
  - 7 fois GHC Junior Heavyweight Tag Team Championship avec HAYATA (3), Atsushi Kotoge (1), Kzy (1) et Tadasuke (2)
  - Global Junior Heavyweight Tag League (2017, 2018) avec HAYATA